# Internationale Sportnacht Davos
Die Internationale Sportnacht Davos ist eine alljährliche Wohltätigkeitsgala im Kongresszentrum Davos.

## Geschichte

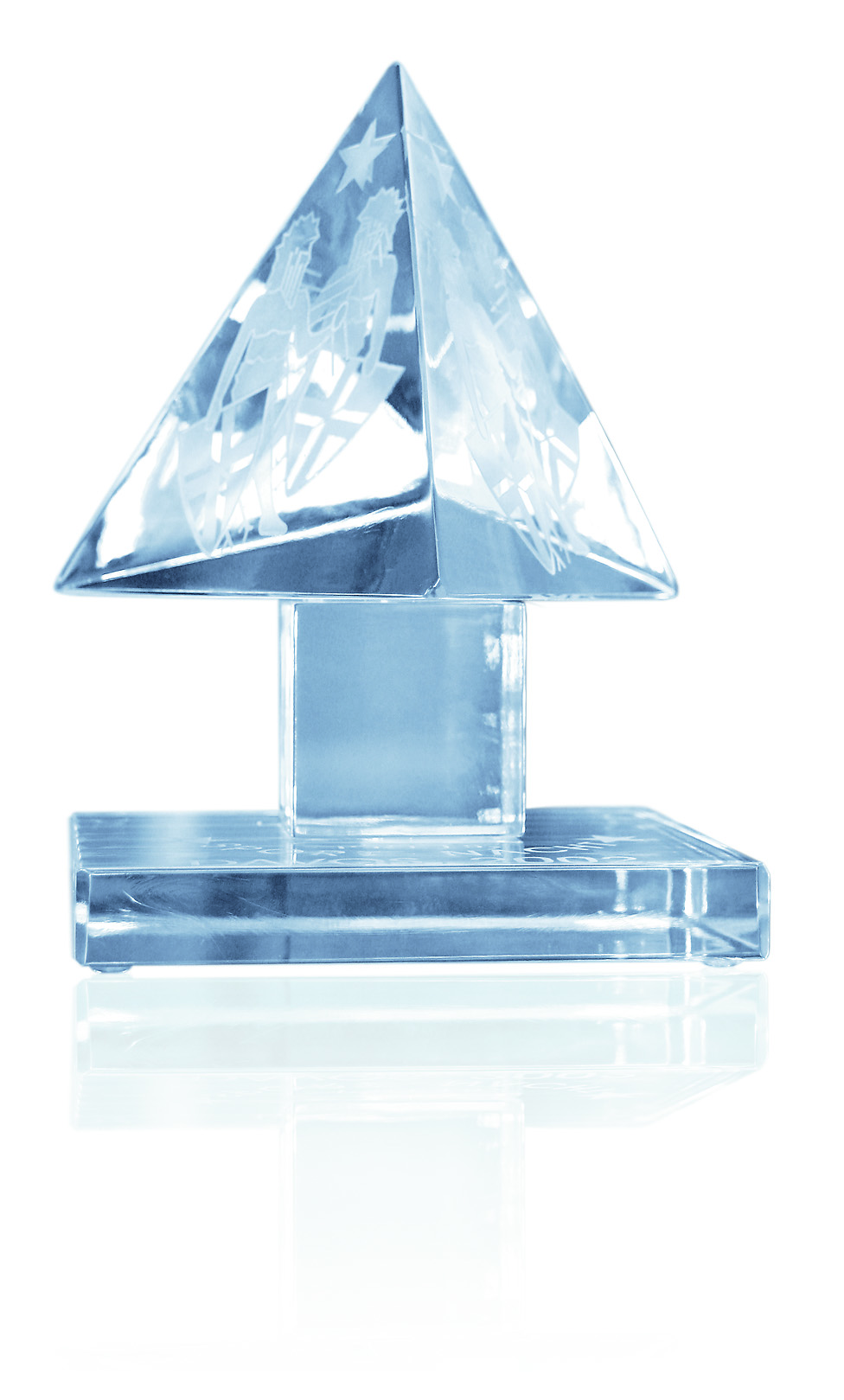
„Davoser Kristall“ – Auszeichnung für die Gewinner/innen der Internationalen Sportnacht Davos

Die Veranstaltung besteht seit 2001 und wurde vom Davoser Wirt Antonio Sellitto, seinem Sohn Alessandro Sellitto und weiteren Freunden der Familie ins Leben gerufen. Seit der Gründung hat die Veranstaltung dreizehn Mal stattgefunden. Die Gala wird ausschliesslich von Freiwilligen organisiert, welche ehrenamtlich arbeiten. Die Preisverleihung wird jeweils von Christa Rigozzi und Jann Billeter moderiert. Ein Merkmal der Veranstaltung ist, dass die Sportwelt nicht wie bei anderen Preisvergaben in Kategorien unterteilt wird – es werden auch Rand-, Extrem- und Behindertensportler ausgezeichnet.
Die Auszeichnung wird an die Sportler in Form einer Kristallskulptur verliehen. Die Veranstaltung wird von Sponsoren, Gönnern sowie den Gästen finanziert und der Gewinn geht an wohltätige Projekte. Seit 2012 wird der Reingewinn jeweils der Stiftung Wings for Life gespendet. In den Vorjahren sind das SOS-Kinderdorf und einzelne Wohltätigkeits-Projekte der FIFA unterstützt worden.

## Die Jury und Mitglieder des Komitees
- Jarno Trulli
- Björn Dunkerbeck
- Massimo Busacca
- Pierino Lardi
- Antonio Sellitto
- Alessandro Sellitto
- Gian Kämpf
- Alljährlich neu gewählte Vertreter aus den Sportmedien

## Bisherige Preisträger des „Davoser Kristall“
Frühere Preisträger der Internationalen Sportnacht Davos (1. bis 5. Sportnacht)
Tom Lüthi | Köbi Kuhn | Thomas Frischknecht | Peter Sauber | Simon Ammann | Pierluigi Collina | Giacinto Facchetti | Daniela Meuli | Bruno Kernen | Ambrosi Hoffmann | Nicole Brändli | Marlies Öster | Jörg Abderhalden | Raphael Fässler | Sven Riederer | Urs Meier | Nicole Petignat | Loris Kessel & Andrea Chiesa | Massimo Busacca | Marcel Fischer | Sarah Meier | SC Bern | FC Basel | Schweizer Unihockeynationalmannschaft der Frauen | Philipp Schoch | Karin Thürig | Raphael Fässler | Franco Marvulli / Bruno Risi | Paul Accola | Urs Kolly | Kubilay Türkyilmaz | Corinne Rey-Bellet | Sonja Nef | Vreni Schneider | Damiano Bianchi | Felix Hollenstein | Gilberto Simoni
5. Internationale Sportnacht Davos
Tanja Frieden | HC Lugano | Natascha Badmann | Evelyne Leu | Philipp Schoch / Simon Schoch | Italienische Fussballnationalmannschaft | Nino Schurter | Heinz Frei | Martina Schild | Alberto Tomba | Murat Yakin
6. Internationale Sportnacht Davos
HC Davos | FC Zürich | Manuela Pesko | Gregor Stähli | Roger Fischlin | AC Mailand | Nina Brenn | Adolf Ogi | Renate Götschl | Björn Dunkerbeck | Karin Jaggi | Team Alinghi | Beat Feuz
7. Internationale Sportnacht Davos
Kjetil André Aamodt | Sergei Aschwanden | Alessandro Ballan | Sepp Blatter | Fabian Cancellara | Heinz Frei | Paul Laciga | Giorgio Pantano | Karin Thürig | Philippe Senderos
8. Internationale Sportnacht Davos (2008)
Ariella Käslin | Mathieu Rebeaud | ZSC Lions | Dario Cologna | Lara Gut | Renato Marni | Edith Hunkeler | Giovanni Trapattoni | Schweizer U-17-Fussballnationalmannschaft | Sébastien Buemi | Ivo Rüegg
9. Internationale Sportnacht Davos
Carlo Janka | Mike Schmid | Tina Aeberli | Didier Défago | André Lange | Calanda Broncos | Thorsten Fink | Phil Neal | Oliver Mähr | Gianluigi Buffon
10. Internationale Sportnacht Davos
Simon Ammann | Simone Niggli-Luder | Jewgeni Pljuschtschenko | Nicola Spirig | Nino Schurter | Marcel Hirscher | Dejan Stanković | Franco Baresi | Marcel Fässler | Hernan Jorge Crespo | Uli Stielike

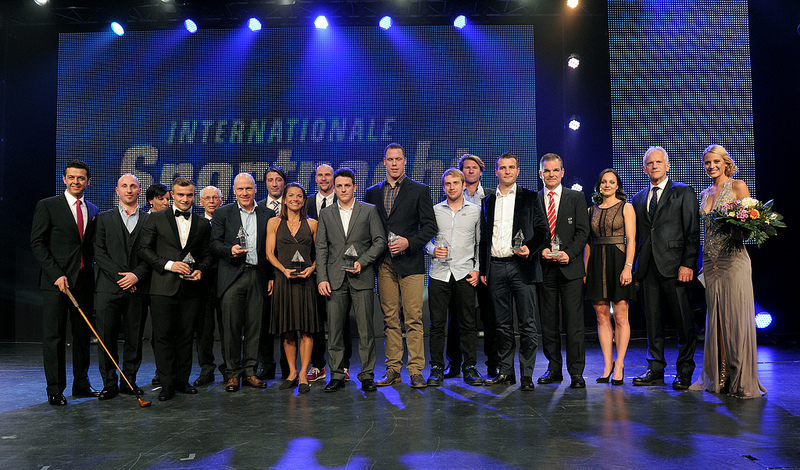
Preisträger der 11. Internationalen Sportnacht Davos (2013)

11. Internationale Sportnacht Davos (2013)
Matthias Sempach | Schweizer Eishockeynationalmannschaft | Alex Frei | Didier Cuche | Danny MacAskill | Jasmin Nunige | Fabio Leimer | Xherdan Shaqiri
12. Internationale Sportnacht Davos (2014)
Felix Baumgartner (Extremsport) | Dario Cologna (Langlauf) | Dominique Gisin (Ski alpin) | Marcel Hug (Rollstuhlsport) | Patrizia Kummer (Snowboard) | Tina Maze (Ski alpin) | Jolanda Neff (Mountainbike) | Iouri Podladtchikov (Snowboard) | Viktor Röthlin (Leichtathletik) | Sandro Viletta (Ski alpin) | Armin Zöggeler (Rodeln)
13. Internationale Sportnacht Davos (2015)
Benjamin Raich (Ski alpin) | Robert Harting (Diskuswerfen) | Reto von Arx (Eishockey) | Anna Schaffelhuber (Rollstuhlsport) | Marco Streller (Fussball) | Volero Zürich (Volleyball) |

## Bisherige musikalische Auftritte
- 2002: Marianne Cathomen
- 2003: Mario Pacchioli
- 2004: Marco Masini
- 2005: Boney M
- 2006: Gipsy Kings
- 2007: Bonnie Tyler
- 2008: Santa Esmeralda
- 2009: Saint Lu / Magier Peter Marvey
- 2010: Stefanie Heinzmann
- 2012: Pegasus
- 2013: Baschi
- 2014: Seven
- 2015: Pegasus